# Josh Wilson-Esbrand
Joshua Darius Kamani Wilson-Esbrand (sinh ngày 26 tháng 12 năm 2002) là một cầu thủ bóng đá chuyên nghiệp người Anh hiện tại đang thi đấu ở vị trí hậu vệ cho câu lạc bộ Reims tại Ligue 1 theo dạng cho mượn từ Manchester City tại Giải bóng đá Ngoại hạng Anh.

## Đầu đời
Joshua Darius Kamani Wilson-Esbrand được sinh ra vào ngày 26 tháng 12 năm 2002 ở Hackney, Đại Luân Đôn.

## Sự nghiệp thi đấu

### Manchester City
Năm 2019, Wilson-Esbrand rời West Ham United để gia nhập học viện của câu lạc bộ Manchester City. Vào ngày 21 tháng 9 năm 2021, anh có tên trong đội hình xuất phát của Manchester City trong chiến thắng 6-1 tại Cúp EFL trước Wycombe Wanderers.

### Cho mượn tại Coventry City
Vào ngày 10 tháng 1 năm 2023, Wilson-Esbrand gia nhập Coventry City theo dạng cho mượn ở phần còn lại của mùa giải 2022–23.

## Sự nghiệp quốc tế
Tháng 11 năm 2019, Wilson-Esbrand đại diện cho đội tuyển U-18 Anh. Vào ngày 11 tháng 11 năm 2021, anh ra mắt quốc tế cho U-20 Anh, trong trận thua 2–0 trước Bồ Đào Nha tại U-20 Elite League 2021–22.

## Thống kê sự nghiệp
Tính đến 22 tháng 4 năm 2023
| Câu lạc bộ           | Mùa giải            | Giải đấu                    | Giải đấu | Giải đấu | FA Cup | FA Cup | League Cup | League Cup | Khác | Khác | Tổng cộng | Tổng cộng |
| Câu lạc bộ           | Mùa giải            | Hạng                        | Trận     | Bàn      | Trận   | Bàn    | Trận       | Bàn        | Trận | Bàn  | Trận      | Bàn       |
| -------------------- | ------------------- | --------------------------- | -------- | -------- | ------ | ------ | ---------- | ---------- | ---- | ---- | --------- | --------- |
| U-21 Manchester City | 2020–21             | —                           | —        | —        | —      | —      | —          | —          | 1    | 0    | 1         | 0         |
| U-21 Manchester City | 2021–22             | —                           | —        | —        | —      | —      | —          | —          | 2    | 0    | 2         | 0         |
| U-21 Manchester City | 2022–23             | —                           | —        | —        | —      | —      | —          | —          | 2    | 0    | 2         | 0         |
| U-21 Manchester City | Tổng cộng           | Tổng cộng                   | 0        | 0        | 0      | 0      | 0          | 0          | 5    | 0    | 5         | 0         |
| Manchester City      | 2021–22             | Giải bóng đá Ngoại hạng Anh | 0        | 0        | 0      | 0      | 1          | 0          | —    | —    | 1         | 0         |
| Manchester City      | 2022–23             | Giải bóng đá Ngoại hạng Anh | 0        | 0        | 0      | 0      | 0          | 0          | 2    | 0    | 2         | 0         |
| Manchester City      | Tổng cộng           | Tổng cộng                   | 0        | 0        | 0      | 0      | 1          | 0          | 2    | 0    | 3         | 0         |
| Coventry City (mượn) | 2022–23             | EFL Championship            | 14       | 0        | 0      | 0      | 0          | 0          | —    | —    | 14        | 0         |
| Tổng cộng sự nghiệp  | Tổng cộng sự nghiệp | Tổng cộng sự nghiệp         | 14       | 0        | 0      | 0      | 1          | 0          | 7    | 0    | 22        | 0         |

1. 1 2 3  Ra sân tại EFL Trophy
2. ↑  Ra sân tại UEFA Champions League